# کونگ هانگ
کونگ هانگ (انگلیسی: Kang Hang; ۱ ژانویهٔ ۱۵۶۷ – ۱ ژانویهٔ ۱۶۱۸) محقق پادشاهی چوسان بود. وی در سال ۱۵۹۷ توسط نیروهای تویوتومی هیده‌یوشی زندانی شد و به ژاپن منتقل شد. وی در انتقال عقاید نئوکنفوسیانیسم تأثیرگذار بود.